# Guidan Yaro (Baoudetta)
Guidan Yaro ist ein Dorf in der Landgemeinde Baoudetta in Niger.

## Geographie
Das von einem traditionellen Ortsvorsteher (chef traditionnel) geleitete Dorf befindet sich rund vier Kilometer südöstlich des Hauptorts Baoudetta der gleichnamigen Landgemeinde, die zum Departement Tessaoua in der Region Maradi gehört. Weitere Siedlungen in der Umgebung von Guidan Yaro sind Sarba im Nordosten, Toki im Süden und Dagouagé im Südwesten.
Guidan Yaro ist Teil der Übergangszone zwischen Sahel und Sudan. Die durchschnittliche jährliche Niederschlagsmenge beträgt hier zwischen 400 und 500 mm.

## Bevölkerung
Bei der Volkszählung 2012 hatte Guidan Yaro 511 Einwohner, die in 59 Haushalten lebten. Bei der Volkszählung 2001 betrug die Einwohnerzahl 485 in 67 Haushalten und bei der Volkszählung 1988 belief sich die Einwohnerzahl auf 520 in 79 Haushalten.
Die Bevölkerungsdichte in diesem Gebiet ist für nigrische Verhältnisse hoch.

## Wirtschaft und Infrastruktur
Fast die gesamte Bevölkerung des Dorfs betreibt Ackerbau und jeweils knapp zwei Drittel zusätzlich Viehzucht beziehungsweise Handel. Das Gebiet der Ebenen im südlichen Teil der Region Maradi, in dem Guidan Yaro liegt, ist von einer anhaltenden Degradation der ackerbaulichen Flächen gekennzeichnet, die mit der hohen Bevölkerungsdichte in Zusammenhang steht. Es gibt eine Grundschule im Ort.